# Castiliscar
Castiliscar – gmina w Hiszpanii, w prowincji Saragossa, w Aragonii, o powierzchni 40,68 km². W 2011 roku gmina liczyła 310 mieszkańców.